# Pointe Glacis
La pointe Glacis est un cap de Guadeloupe situé à Trois-Rivières.

## Géographie
Il forme avec la pointe de la Grande Anse, la Grande Anse proprement dite.

## Histoire
Le corps d'un pêcheur est retrouvé à la pointe Glacis en octobre 2013.
Haroun Tazieff déplore en 1980 que le « seul affleurement en place du récif pléistocène sur lequel les monts Caraïbes s'appuient en partie », la pointe Glacis a été exploitée par une ancienne carrière.